# Bowery
Bowery – stacja metra nowojorskiego, na linii J i Z. Znajduje się w dzielnicy Manhattan, w Nowym Jorku i zlokalizowana jest pomiędzy stacjami Essex Street i Canal Street. Została otwarta 4 sierpnia 1913.